# Пермский бассейн (Северная Америка)

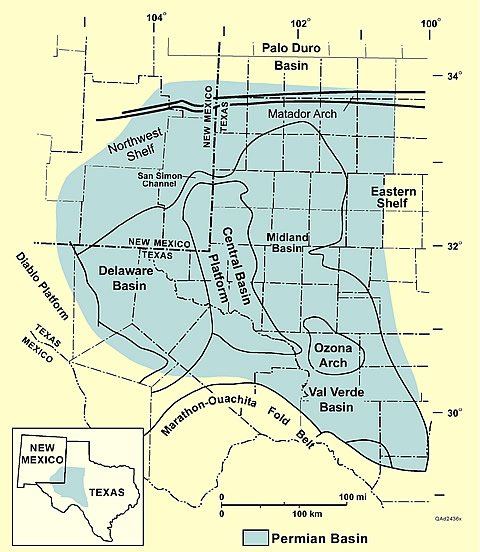
Пермский бассейн

Пермский бассейн — крупный нефтегазоносный бассейн осадочного типа в юго-западной части США. Расположен на территории западного Техаса и на юго-востоке штата Нью-Мексико. Простирается от Лаббока, далее вблизи Мидленда и Одессы. Далее на юг до реки Рио-Гранде и на запад в юго-восточную часть штата Нью-Мексико. Содержит одно из самых мощных в мире отложений горных пород пермского геологического периода. Состоит из нескольких составляющих, из которых самым крупным является бассейн Мидленд, за которым по размеру следуют бассейн Делавэр и бассейн Марфа. Пермский бассейн охватывает площадь более 86 000 квадратных миль (220 000 км2) и простирается примерно на 250 миль (400 км) в ширину и на 300 миль (480 км) длину.
Бассейн является частью Средне-континентальной нефтеносной провинции. Общий объем добычи в этом регионе до начала 1993 года составил более 14,9 млрд. баррелей (2 400 000 м3). Управления нефтегазовых компаний бассейна расположены в городах Мидленд, Одесса и Сан-Анджело (шт. Техас).
В Пермском бассейне также расположены месторождения калийных солей, приуроченные к отложениям сильвита и лангбейнита в пермской формации Саладо. Сильвит был обнаружен в 1925 году, производство началось в 1931 году. Рудники, расположенные в округах Ли и Эдди, штат Нью-Мексико, разрабатываются
камерным методом. В качестве побочного продукта добычи калийной соли добывается галит (каменная соль).

## Запасы
Пермский бассейн является крупнейшим нефтедобывающим бассейном в Соединённых Штатах, с разведанными запасами 28,9 млрд баррелей нефти и 2,12 триллионов кубометров газа. В начале 2020 года дневная добыча нефти составляла 4 миллиона баррелей. Восемьдесят процентов оценённых запасов расположены на глубине менее 10 000 футов (3000 м). Самые крупные резервуары находятся в пределах платформы Центрального бассейна, Северо-Западного и Восточного шельфов и в песчаниках бассейна Делавэр. Литологический состав основных коллекторов углеводородов представлен известняками, доломитами и песчаниками. Достижения в технологии добычи углеводородов, такие как наклонно-направленное бурение и гидроразрыв пласта, позволили извлекать нефть из более плотных горючих сланцев.

## Добыча
По состоянию на 2018 год в Пермском бассейне было добыто более 33 миллиардов баррелей нефти и 3,34 триллиона кубометров природного газа. Это составляет 20 % добычи сырой нефти и 7 % добычи природного газа в США. Считалось, что добыча достигла пика в начале 1970-х годов, однако новые технологии добычи нефти, такие как гидроразрыв пласта и горизонтальное бурение, резко увеличили добычу. По оценкам Управления энергетической информации, доказанные запасы Пермского бассейна по-прежнему содержат 5 миллиардов баррелей нефти и примерно 500 млрд кубометров природного газа. Нефтяные компании сосредоточены на добыче нефти, при этом менее ценный газ считается побочным продуктом. Цена на природный газ настолько низка, что небольшие компании с ограниченным доступом к трубопроводам предпочитают сжигать газ на факеле, а не оплачивать расходы на трубопровод.

### Комментарии
1. ↑  Применение метода гидроразрыва пласта положило начало буму нефтедобычи в Северной Дакоте. За 10 лет с 2004 по 2014 гг. суточная добыча сланцевой нефти в этом штате выросла с 85 тыс. до 1,1 млн. баррелей[8]. Это явление получило название «сланцевой революции»

### Сноски
1. ↑  Ball - The Permian Basin Архивная копия от 27 февраля 2021 на Wayback Machine - USGS
2. ↑  Permian Basin map at Department of Energy, National Energy Lab. Дата обращения: 16 февраля 2021. Архивировано 29 июля 2013 года.
3. ↑  B. R. Alto and R. S. Fulton (1965) «Salines» and «The potash industry» in Mineral and Water Resources of New Mexico, New Mexico Bureau of Mines and Mineral Resources, Bulletin 87, p.299-309.
4. ↑  Galley, John (1995). Oil and Geology in the Permian Basin of Texas and New Mexico. {{cite journal}}: Cite journal требует |journal= (справка)
5. ↑  Ward, R.F. (1986). Upper Permian (Guadalupian) facies and their association with hydrocarbons-Permian basin, west Texas and New Mexico. AAPG Bulletin. 70: 239–262. doi:10.1306/9488566f-1704-11d7-8645000102c1865d.
6. 1 2  Wright, Wayne (2011). Pennsylvanian paleodepositional evolution of the greater Permian Basin, Texas and New Mexico: Depositional systems and hydrocarbon reservoir analysis. AAPG Bulletin. 95 (9): 1525–1555. doi:10.1306/01031110127.
7. ↑  Dutton, S.P. (2005). Play analysis and leading edge oil-reservoir development methods in the Permian Basin; increased recovery through advanced technologies. AAPG Bulletin. 89 (5): 553–576. doi:10.1306/12070404093.
8. ↑  Ергин, 2021, Глава 2. Новая карта мира..
9. ↑  US Department of Energy. Permian Basin Geology Review (ноябрь 2018). Дата обращения: 16 февраля 2021. Архивировано 26 февраля 2021 года.